# MILSTAR

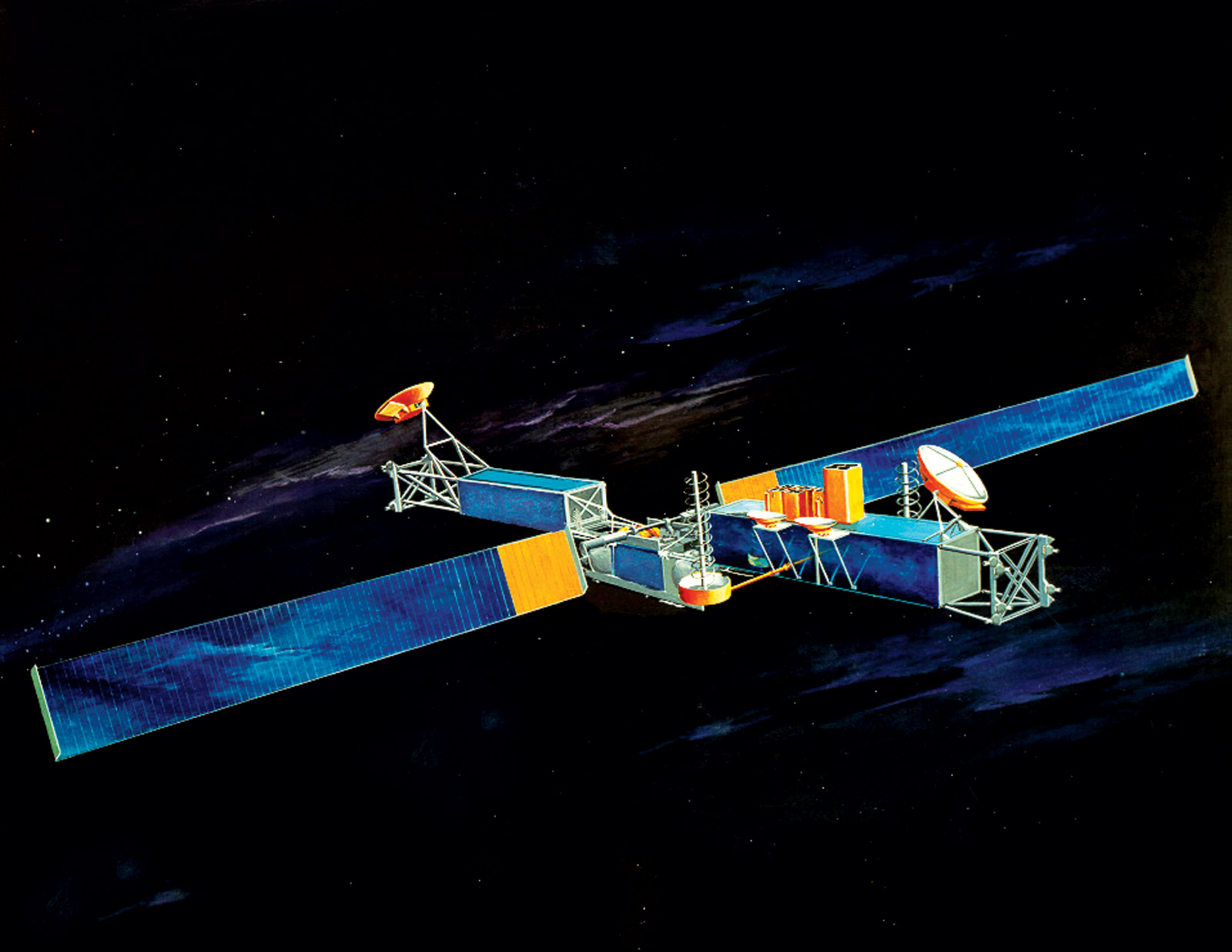
Спутник связи Вооружённых сил США MILSTAR

MILSTAR (Military Strategic and Tactical Relay) — система спутниковой связи Вооружённых сил США, обеспечивающая связью армию, флот и ВВС США.

## Описание
Разработка комплекса MILSTAR шла на основе системы GEO, которая создавалась в течение 1980-х и в начале 1990-х годов. Основной задачей MILSTAR является предоставление министерству обороны США помехоустойчивых, защищённых и надёжных каналов спутниковой связи для обеспечения работы президента, министра обороны и ряда стратегических и тактических пользователей.
Орбитальная группировка состоит из пяти геостационарных спутников (в первоначальном проекте было 6 спутников, третий запуск был неудачным). 
Система поддерживает шифрование голоса и данных. 
Спутники имеют массу 4536 кг и рассчитаны на 10 лет эксплуатации.  Стоимость одного спутника: 800 млн долл.
Все спутники выведены на орбиту ракетой-носителем Titan IV и разгонным блоком Центавр. 
Запуск первого спутника был произведен в 1994 году. 
Спутники с четвёртого по шестой относятся ко второму поколению Milstar и отличаются улучшенным алгоритмом шифрования и большей скоростью передачи данных. 
Подрядчиками в производстве ракет-носителей, спутниковой аппаратуры и наземного оборудования управления и связи (терминалов), выведения спутников на орбиту, дальнейшей эксплуатации и обслуживании системы выступали различные группы подрядчиков для разных видов вооружённых сил: Lockheed Martin, TRW, Hughes Aircraft, а затем Boeing для ВВС, Raytheon и Harris для ВМС.

## Хронология запусков
| Имя     | Модификация       | Дата и время запуска (UTC) | NSSDC ID  | Ракета-носитель | Примечания                                 |
| ------- | ----------------- | -------------------------- | --------- | --------------- | ------------------------------------------ |
| USA-99  | Block I           | 1994-02-07, 21:47:01       | 1994-009A | Titan IV(401)A  |                                            |
| USA-115 | Block I           | 1995-11-06, 05:15:01       | 1995-060A | Titan IV(401)A  |                                            |
| USA-143 | Block I/II hybrid | 1999-04-30, 16:30:00       | 1999-023A | Titan IV(401)B  | спутник не вышел на геостационарную орбиту |
| USA-157 | Block II          | 2001-02-27, 21:20          | 2001-009A | Titan IV(401)B  |                                            |
| USA-164 | Block II          | 2002-01-16, 00:30:00       | 2002-001A | Titan IV(401)B  |                                            |
| USA-169 | Block II          | 2003-04-08, 13:43:00       | 2003-012A | Titan IV(401)B  |                                            |

## Технические характеристики
- Масса спутника: 4536 кг
- Высота орбиты: 36 000 км (геостацонарная)
- Мощность солнечных батарей: 8 кВт
- Скорость передачи данных
- Первое поколение (спутники 1-2): от 75 бит/с до 2400 бит/с
- Второе поколение (спутники 3-6): от 4,8 Кбит/с до 1,544 Мбит/с